# Liste des gravures de Mohammed Khadda
La liste des gravures de Mohammed Khadda couvre l'activité de Mohammed Khadda comme graveur de 1956 à 1991.

## Historique

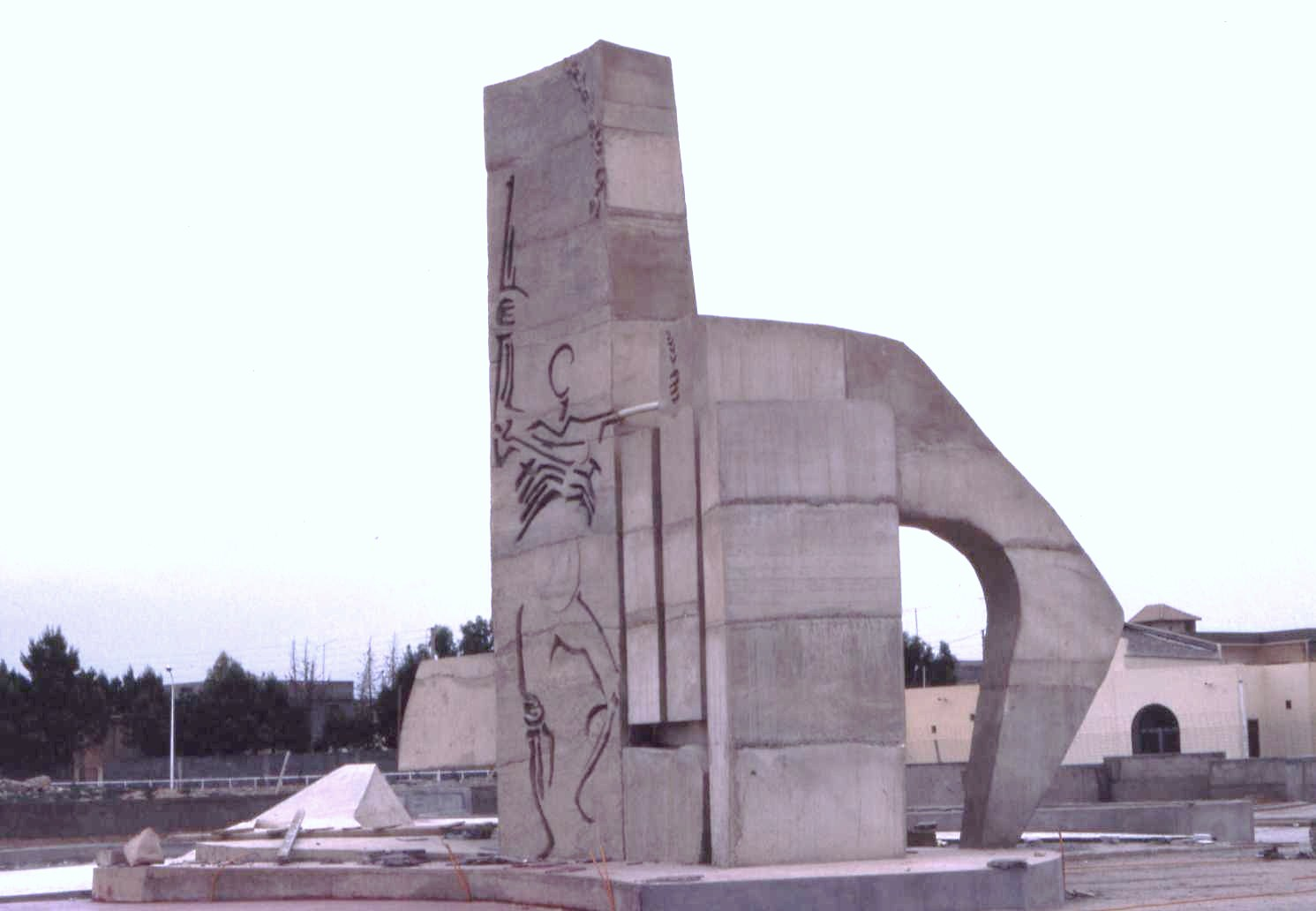
Khadda, Monument aux martyrs à M'Sila en cours de réalisation, 1983

Mohammed Khadda grave le cuivre en 1960, l'ardoise en 1964, le linoléeum au début des années 1970. À partir de 1979 la réalisation à M'Sila d'une sculpture monumentale en béton de 9 mètres sur 25 à la base, à l'aide de coffrages eux-mêmes conçus sur le mode de creux et reliefs inversés, l'éloigne de la peinture. C'est à la gravure qu'il consacre, disposant d'une presse, le temps limité que lui laisse son travail sur le chantier.

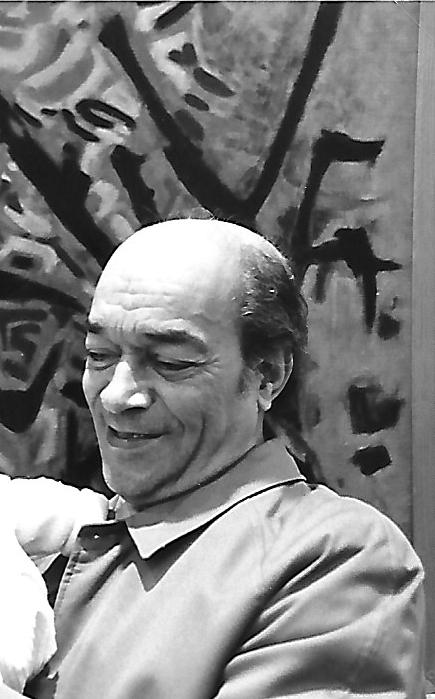
Mohammed Khadda, exposition au Centre Culturel Algérien de Paris, octobre 1989

Khadda met alors au point une technique particulière de « plombs gravés ». La matière lui a été familière durant des décennies dans les différents métiers de l'imprimerie qu'il a exercés ; elle est aussi aisément disponible. Khadda en récupère les moindres fragments, tubes de couleurs, chutes de tuyaux, capsules diverses, les fond puis coule le plomb liquide dans les moules, bois puis aluminium, qu'il construit. Il obtient ainsi des plaques d'un demi-centimètre d'épaisseur. Travaillant souvent à la loupe il les incise au burin, inventant bientôt empiriquement les outils qui lui permettent de modeler le métal quasiment à la façon d'un bas-relief. Il procède lui-même aux tirages, à des nombres chaque fois réduits d'épreuves, le métal risquant de réagir aux encres et d'en altérer les teintes.
En une démarche qui répond à ses « préoccupations sociales » d'artiste-citoyen, Khadda présente simultanément cinquante de ses gravures en avril et mai 1985 dans cinq villes d'Algérie (Alger, Oran, Tizi Ouzou, Constantine et Annaba). « Ces expositions simultanées (…) sont une tentative, une proposition pour une diffusion ample – massive si possible – de l'œuvre d'art. Et parce que le mot 'peuple' est souvent galvaudé, je mets quelque impertinence et beaucoup d'entêtement à vouloir le conjuguer au beau. », écrit-il dans la préface du catalogue. Une exposition itinérante présentera ensuite ces gravures à Mostaganem, Montpellier, Tlemcen. Plusieurs d'entre elles figureront dans les rétrospectives consacrées au peintre avant et après sa mort en 1991.
En 1979 150 des 500 exemplaires, imprimés à Alger à l'initiative du peintre, de D'après les signes, Les plombs gravés de Khadda de Michel-Georges Bernard sont illustrés d'épreuves d'état de ses gravures réalisées durant l'année.
En 1983 dix-sept de ces plombs gravés, pour certains rehaussés d'aquarelle ou gouache, sont reproduits en illustration de La princesse et l'oiseau, conte de Sid Ahmed Bouali.
89 épreuves des gravures de Khadda sont conservées dans les collections du Musée national des beaux-arts d'Alger. 35 gravures, numérotées et signées par l’artiste, figurent dans les collections de l' Institut du monde arabe. 
Les dimensions données dans cette liste sont celles des planches gravées. Sont indiqués les catalogues d'expositions et les ouvrages dans lesquelles ces gravures sont reproduites.

## Liste des gravures de Mohammed Khadda
- 1956

Couple et olivier, linogravure
- 1960

Cosmos, gravure sur cuivre, 12 × 8,5 cm, 5 épreuves d'état 
Sans titre, vers 1960, 10 exemplaires
- 1969

Martyr, technique mixte, 29 × 16,5 cm, 50 exemplaires
- 1970

Signe steppe, linogravure, 9 × 13 cm
- 1972

Vigie, linogravure, 18 × 13 cm, 50 exemplaires
- 1973

Moissons, linogravure, 6 × 8 cm
Ronces, linogravure, 13 × 18 cm, 15 exemplaires
Lumière d'août, linogravure, 18 × 14,4 cm, 15 exemplaires
Calcaire au jour, linogravure, 13,5 × 18 cm, 15 exemplaires
- 1975

Signe violet, linogravure, 15 × 8 cm
- 1976

Sans titre, linogravure, 9 × 11 cm
- 1977

Chant sur pierres, technique mixte, 5,5 × 18 cm
- 1979

Olivier, gravure sur cuivre, pointe sèche, 7,5 × 7,5 cm
Ravines, janvier 1979 I, gravure sur plomb, 17,5 × 8,5 cm, 40 exemplaires
Altaïr, janvier 1979 II, gravure sur plomb, 10,5 × 10 cm, 55 exemplaires
Sans titre, janvier 1979 III, gravure sur plomb, 11 × 9 cm, quelques exemplaires
Feuillets d'automne,  janvier 1979 IV, gravure sur plomb, 9 × 7 cm, 35 exemplaires
Kabylie exhumée,  janvier 1979 V, gravure sur plomb, 9 × 7 cm, 20 exemplaires
Tassili mouvement, janvier 1979 VI, gravure sur plomb, 8 × 17 cm, 50 exemplaires
Périphérie, janvier 1979 VII, gravure sur plomb, 8 × 17 cm, 50 exemplaires
Fouilles, avril 1979 I, gravure sur plomb, 6 × 16 cm, 50 exemplaires
Empreinte sur argile, avril 1979 II, gravure sur plomb, 17 × 10 cm, 50 exemplaires 
Talisman,  avril 1979 III, gravure sur plomb, 8 × 13,5 cm, 50 exemplaires,
Maghreb bleu, avril 1979 IV, gravure sur plomb, 11 × 11 cm, 25 exemplaires
Maghreb rouge, avril 1979 V, gravure sur plomb, 11 × 11 cm, 25 exemplaires
Nid, avril 1979 VI, gravure sur plomb, 14 × 8 cm, 50 exemplaires
L'appel et l'écho, avril 1979 VI, gravure sur plomb, 11 × 11 cm, 25 exemplaires
Olivier et astre, mai 1979 I, gravure sur plomb, 17 × 10 cm, 10 exemplaires
Méditerranée, mai 1979 II, gravure sur plomb, 10 × 17 cm, 50 exemplaires
Lyre, juin 1979 I, gravure sur plomb, 11 × 11 cm, 35 exemplaires
Envol sur roches, juin 1979 II, gravure sur plomb, 11 × 11 cm, 50 exemplaires 
Collier de signes, septembre 1979 I, gravure sur plomb, 10 × 8,5 cm, 25 exemplaires
Fleur vénéneuse, septembre 1979 II, gravure sur plomb, 10 × 8,5 cm, 35 exemplaires
- 1981

Icare, gravure sur plomb, 17 × 10 cm, 30 exemplaires
- 1982

Sukune et chedda lapidés, gravure sur plomb, 8 × 9,5 cm, 30 exemplaires
- 1983

Constantine,  gravure sur plomb, 8 × 9,5 cm
- 1984

Fin de saison, 1979-1984, gravure sur plomb, 15 × 11 cm, 30 exemplaires
Vestiges, gravure sur plomb, 11 × 11 cm, 30 exemplaires
Chardons, gravure sur plomb, 17 × 10 cm, 50 exemplaires
Confluence, gravure sur plomb, 20 × 13 cm, 30 exemplaires
Marine, gravure sur plomb, 13 × 21,5 cm, 25 exemplaires
Lettre du rivage, gravure sur plomb, 16,5 × 22,5 cm, 30 exemplaires
Faubourgs rouillés, gravure sur plomb, 13 × 21,5 cm, 25 exemplaires
Terre nouvelle, gravure sur plomb, 22,5 × 16,5 cm, 40 exemplaires 
Chute d'Icare, gravure sur plomb, 34 × 21,5 cm, 20 exemplaires
Icare entêté, gravure sur plomb, 33,5 × 21,5 cm, 20 exemplaires
Empreinte immaculée, gravure sur plomb, 20 × 11 cm
Dédicace, gravure sur plomb, 8,5 × 18 cm
- 1985

Réminiscence, gravure sur plomb, 19 × 12,5 cm, 25 exemplaires
Limites du camp, gravure sur plomb, 21,5 × 33,5 cm, 10 exemplaires
Helqa pour legwal, gravure sur plomb, 21,5 × 31 cm, 25 exemplaires
Jebbaren, gravure sur plomb, 24 × 42 cm, 15 exemplaires
Jebbaren II, gravure sur plomb, 22 × 22,5 cm
Écrire l'écume, gravure sur plomb, 21,5 × 13 cm, 20 exemplaires
Soliloque,  gravure sur plomb, 16,5 × 12 cm, 25 exemplaires
Ambre, linogravure, 14,5 × 12,5 cm, 40 exemplaires
Quai aux fleurs, linogravure, 17 × 17 cm, 30 exemplaires
Journée d'été, gravure sur plastique, 19 × 11 cm, 40 exemplaires
Signe rappel, linogravure, 14,5 × 7 cm, 85 exemplaires, deux tirages, sable et bleu
- 1987

Sans titre, linogravure, 14 × 8 cm
- 1988

Sans titre, linogravure, 9 × 14,5 cm, deux tirages, ocre et bleu
- 1989

Sans titre,  gravure sur plomb, 9 × 14,5 cm
- 1990

Sans titre,  gravure sur plomb, 5,5 × 13 cm
Sans titre,  gravure sur plomb, 9,5 × 15 cm
- 1991

Sans titre, linogravure, 10,5 × 7,5 cm

## Textes de Mohammed Khadda
- Éléments pour un art nouveau suivi de Feuillets épars liés et Inédits, Alger, Éditions Barzakh, 2015  (ISBN 9789931325635)